# Fabián Mazzei
Fabián Nicolás Mazzei (Buenos Aires, 18 de enero de 1966) es un actor argentino de cine y televisión.

## Biografía
Nació en el Hospital Israelita del barrio porteño de Flores. Vivió sus primeros años en el barrio porteño de La Paternal, después en Caseros, en el Gran Buenos Aires. Terminó sus estudios en el Instituto Nuestra Señora de la Merced, de Tres de Febrero.
Durante su juventud participó activamente en el Centro Salamanca de Buenos Aires, durante la presidencia de Manuel de Celis, integrando el equipo deportivo de Vóley.
A partir de su debut en Socorro, 5to. Año (1990) y Amigovios (1995) participó de exitosas series de la televisión argentina como: Gasoleros (1998), Campeones (1999-2000), Tiempo final (2000), El sodero de mi vida (2001), Rebelde Way (2003-2004) y Alma pirata (2006). Además de proyectos en el extranjero como Un paso adelante en España (2003-2004), Se busca un hombre en México (2007-2008) y Terra ribelle en Italia (2010-2012).
Su labor en el cine incluye películas como Rojo Intenso (2005-2006), Entre los dioses del desprecio (2000) y Apariencias (2000).
En 2008 debutó como conductor de la edición argentina del reality El conquistador del fin del mundo.
En 2017 participó en la obra de teatro La momia, acompañado por Romina Gaetani, Mariano Torre, Adrián Navarro, Alberto Fernández de Rosa y Daniel Campomenosi.

## Vida personal
Desde 2013 está casado con la actriz y modelo Araceli González.

## Televisión
| Año       | Título                   | Personaje                           | Canal              |
| --------- | ------------------------ | ----------------------------------- | ------------------ |
| 1990      | Socorro, quinto año      | Fabián                              | Canal 9            |
| 1994      | Aprender a volar         |                                     | Canal 13           |
| 1995      | Amigovios                | Javier                              | Canal 13           |
| 1996-1997 | Como pan caliente        | Andrés                              | Canal 13           |
| 1998      | Gasoleros                | Marcelo Gutiérrez                   | Canal 13           |
| 1999-2000 | Campeones de la vida     | Mario "Matador" Garmendia           | Canal 13           |
| 2001-2002 | El sodero de mi vida     | Orlando Linares                     | Canal 13           |
| 2002      | 1000 millones            | Diego Vargas                        | Canal 13           |
| 2003      | Rebelde Way              | Andrés Vázquez                      | Canal 9/América TV |
| 2003-2005 | Un paso adelante         | Horacio Alonso                      | Antena 3           |
| 2006      | Alma pirata              | Iván Ferrer                         | Telefe             |
| 2007-2008 | Se busca un hombre       | Fernando Neri                       | TV Azteca          |
| 2008-2009 | Don Juan y su bella dama | Alejandro "Álex" Molina             | Telefe             |
| 2010-2012 | Terra ribelle            | Lucio                               | Rai 1              |
| 2014      | Somos familia            | Andrés Saldívar                     | Telefe             |
| 2014      | La celebración           | Emilio (Episodio 11: "Niño")        | Telefe             |
| 2015      | Fronteras                | Dr. Esteban Salgado                 | Telefe             |
| 2016      | Ultimátum                | Fernando Insúa                      | TV Pública         |
| 2017      | Cuéntame cómo pasó       | Miguel Martínez                     | TV Pública         |
| 2017-2018 | Golpe al corazón         | Fernando                            | Telefe             |
| 2018      | Rizhoma Hotel            | Ministro de seguridad (episodio 19) | Telefe             |
| 2023      | Planners                 | Alejandro                           | Star+              |

## Cine
| Cine | Cine                           | Cine          | Cine                 |
| Año  | Título                         | Papel         | Dirección            |
| ---- | ------------------------------ | ------------- | -------------------- |
| 2000 | Apariencias                    | Federico      | Alberto Lecchi       |
| 2000 | Entre los dioses del desprecio | Desconocido   | Alfredo E. Rivas     |
| 2006 | El Ratón Pérez                 | Santiago      | Juan Pablo Buscarini |
| 2007 | Rojo intenso                   | Ignacio       | Javier Elorrieta     |
| 2020 | Trópico                        | Gabriel Pardo | Sabrina Farji        |
| 2021 | Sola                           | Ricky         | José Cicala          |